# Кубок Чилі з футболу 2025
Кубок Чилі з футболу 2025 — 45-й розіграш кубкового футбольного турніру у Чилі. Титул володаря кубка захищає Універсідад де Чилі.

## Календар
| Раунд           | Дата                      | Матчі | Клуби   |
| --------------- | ------------------------- | ----- | ------- |
| Груповий турнір | 26 січня - 11 травня 2025 | 26    | 32 → 16 |
| 1/8 фіналу      | 7 червня - 11 липня 2025  | 16    | 16 → 8  |
| 1/4 фіналу      | 9–17 липня 2025           | 8     | 8 → 4   |
| 1/2 фіналу      |                           | 4     | 4 → 2   |
| Фінал           |                           | 1     | 2 → 1   |

## 1/8 фіналу
| Команда 1                | Заг.                     | Команда 2                | 1-й матч                 | 2-й матч                 |
| 7 червня – 11 липня 2025 | 7 червня – 11 липня 2025 | 7 червня – 11 липня 2025 | 7 червня – 11 липня 2025 | 7 червня – 11 липня 2025 |
| ------------------------ | ------------------------ | ------------------------ | ------------------------ | ------------------------ |
| Сантьяго Вондерерз (2)   | 6:2                      | Депортес Антофагаста (2) | 3:0                      | 3:2                      |
| Сан-Луїс Кільйота (2)    | 4:5                      | Депортес Ла-Серена       | 3:1                      | 1:4                      |
| Депортес Магальянес (2)  | 1:3                      | Ньюбленсе                | 1:1                      | 0:2                      |
| Депортес Темуко (2)      | 1:4                      | Аудакс Італьяно          | 1:2                      | 0:2                      |
| Куріко Унідо (2)         | 4:3                      | Універсідад де Чилі      | 2:1                      | 2:2                      |
| Кобрелоа (2)             | 1:6                      | Депортес Лімаче          | 1:3                      | 0:3                      |
| Кокімбо Унідо            | 6:2                      | Уніон Ла-Карера          | 2:1                      | 4:1                      |
| Депортес Консепсьйон (2) | 1:3                      | Уачипато                 | 1:1                      | 0:2                      |

## 1/4 фіналу
| Команда 1          | Заг.            | Команда 2              | 1-й матч        | 2-й матч        |
| 9–17 липня 2025    | 9–17 липня 2025 | 9–17 липня 2025        | 9–17 липня 2025 | 9–17 липня 2025 |
| ------------------ | --------------- | ---------------------- | --------------- | --------------- |
| Депортес Ла-Серена | 9:3             | Сантьяго Вондерерз (2) | 4:2             | 5:1             |
| Куріко Унідо (2)   | 0:2             | Аудакс Італьяно        | 0:1             | 0:1             |
| Депортес Лімаче    | 5:3             | Кокімбо Унідо          | 2:1             | 3:2             |
| Ньюбленсе          | 3:4             | Уачипато               | 2:2             | 1:2             |

## 1/2 фіналу
| Команда 1       | Заг.         | Команда 2          | 1-й матч     | 2-й матч     |
| серпень 2025    | серпень 2025 | серпень 2025       | серпень 2025 | серпень 2025 |
| --------------- | ------------ | ------------------ | ------------ | ------------ |
| Депортес Лімаче | :            | Депортес Ла-Серена | :            | :            |
| Аудакс Італьяно | :            | Уачипато           | :            | :            |